# 바바리안 (2022년 영화)
"바바리안"(영어: Barbarian)은 2022년 개봉한 미국의 공포 영화이다. 잭 크레거가 감독과 각본을 맡았다.

## 출연
- 조지나 캠벨
- 빌 스카르스고르드
- 저스틴 롱
- 리처드 브레이크
- 케이트 보즈워스
- 브룩 딜맨
- 세라 팩스턴
- 잭 크레거